# Jannick Boldt
Jannick Boldt (* 10. November 1993 in Elmshorn) ist ein deutscher Handballspieler, der bei der HSG Horst/Kiebitzreihe spielt.

## Karriere
Boldt begann mit fünf Jahren das Handballspielen beim Elmshorner HT. Mit den Jugendmannschaften vom EHT wurde er insgesamt dreimal Hamburger Meister. Im Jahr 2009 wechselte der Linkshänder zur Jugendabteilung des SG Flensburg-Handewitt. Ein Jahr später schloss Boldt sich dem HSV Hamburg an, wo er ebenfalls nur im Jugendbereich aktiv war. Im Jahr 2011 folgte der Wechsel zum THW Kiel, mit dessen A-Jugend er in der Jugend-Bundesliga spielte. Im Laufe der Saison 2011/2012 wurde Boldt in den Kader der Herrenmannschaft aufgenommen. Am 7. März 2012 gab Boldt gegen die HBW Balingen-Weilstetten sein Debüt in der Bundesliga, bei dem er zwei Treffer erzielte. Mit dem THW gewann er 2012 die Meisterschaft. Ab der Saison 2012/13 gehörte er nicht mehr dem Kader der Bundesligamannschaft an. In der Saison 2013/14 lief er für die U-23-Mannschaft des THW in der 3. Liga auf und spielte dank eines Zweitspielrechts ebenfalls beim Zweitligisten TSV Altenholz. Nach dem Abstieg vom TSV Altenholz in die 3. Liga im Jahr 2014, gehörte Boldt nur noch dem Kader von Altenholz an. Seit dem April 2019 läuft er für den SH-Ligisten HSG Horst/Kiebitzreihe auf. Seit der Saison 2019/20 tritt er mit der HSG Horst/Kiebitzreihe zunächst in der Landesliga, seit der Saison 2020/21 mit den Haien in der Schleswig-Holstein Liga an, die im Jahr 2024 in Oberliga umbenannt wurde.